# Confederación Brasileña de Futsal
La Confederación Brasileña de Futsal es la responsable de la organización de eventos y representación de los deportistas de fútbol sala de Brasil. Su sede está situada en Fortaleza, Ceará. También se encarga de reunir y preparar a las selecciones nacionales brasileñas de la especialidad. Fue fundada el 15 de junio de 1979 y, desde 2017, esta presidida por Marcos Antonio Madeira.
Actualmente, cuenta con 27 federaciones estatales afiliadas, congrega cerca de 3500 clubes y asociaciones, conformando un total de 289.000 futbolistas inscritos y registrados en la CBFS en 2005. En 1989, se afilió a la FIFA cuando esta comenzó a administrar la modalidad deportiva del fútbol sala.
Representó a la selección brasileña de fútbol sala desde 1989 hasta 2021, cuando la FIFA le exigió a la Confederación Brasileña de Fútbol que representara a la selección de Brasil bajo su jurisdicción y logo en sus indumentarias previo al mundial de fútbol sala en Lituania.
Este movimiento causó y originó que la Confederación Brasileña de Futsal solo sea la encargada de manejar la liga de futsal en Brasil perdiendo todo el derecho de representar a Brasil en los próximos torneos ya sean torneos a escala mundial o de nivel sudamericano.